# Niels Erik Nørlund
Niels Erik Nørlund, född 26 oktober 1885 i Slagelse, död 4 juli 1981, var en dansk matematiker och geodet.
Nørlund blev student 1903 och anställdes 1908 som assistent vid astronomiska observatoriet i Köpenhamn. År 1910 tog han magisterkonferens och förvärvade samma år filosofie doktorsgraden på avhandlingen Bidrag til de lineære Differensligningers Teori. År 1912 kallades han till professor i matematik vid Lunds universitet, men återvände 1919 till Danmark och en nyinrättad professur i matematik vid Köpenhamns universitet. Han var 1924–1928 direktör for den danska gradmätningen var 1928–1955 föreståndare för Geodætisk Institut.
År 1916 blev Nørlund ledamot av Videnskabernes Selskab, för vilket han 1927 valdes till president. Han blev 1925 utländsk ledamot av svenska Vetenskapsakademien och var också utländsk ledamot av Vetenskapssocieteten i Uppsala samt Fysiografiska sällskapet i Lund. Han belönades 1916 av franska Vetenskapsakademien och tilldelades samma år Fysiografiska sällskapets guldmedalj. Vid båda dessa utmärkelser hänvisades till hans arbeten inom differentialekvationernas och fakultetsseriernas teori, och på dessa fält faller den största delen av hans omfattande och mycket viktiga produktion. I anslutning till sina undersökningar om differentialekvationer generaliserade och systematiserade han de Bernoulliska och Eulerska polynomens teori. Vidare sysselsatte han sig med spörsmålet om interpolationsseriernas konvergens och med genom dessa serier framställda funktioner. 
Nørlunds avhandlingar publicerades i Videnskabernes Selskabs publikationer, "Matematisk Tidsskrift", "Acta mathematica", "Comptes rendus de l'académie des sciences" och olika andra tidskrifter och kongressberättelser. Han författade även de särskilt utgivna verken Vorlesungen über Differenzenrechnung (1924) och Leçons sur les séries d'interpolation (1926). Nørlund blev kommendör av första klassen av Nordstjärneorden 1950.